# Chronologie des Guerres des Trois Royaumes
La chronologie des Guerres des Trois Royaumes répertorie les événements marquant des Guerres des Trois Royaumes, une période conflictuelle de l'histoire des îles Britanniques s'étendant de 1638 à 1660 environ. Elle inclut des événements qui se déroulèrent en Angleterre, en Écosse, en Irlande pour l'essentiel.

## Premiers affrontements

### 1637
- Charles Ier tente d'imposer le culte anglican à l'Église d'Écosse presbytérienne. Jenny Geddes déclenche une émeute.

### 1638
- Signature du National Covenant en Écosse.

### 1639
- Conflit entre les Covenanters et les Cavaliers en Écosse, amorcé par la prise d'Aberdeen par les Covenanters en février.
- Guerres des évêques. Charles envoie ses troupes en Écosse, mais il décide de négocier plutôt que d'attaquer. Le traité de Berwick (en) est signé.

### 1640
- Le Parlement est rappelé pour que Charles obtienne de l'argent pour financer sa lutte armée contre les Écossais. Les membres du Parlement acceptent de lui fournir les fonds à la seule condition qu'il exauce leurs revendications concernant ses 11 années de pouvoir personnel ou de tyrannie. Charles refuse et dissout le Parlement après seulement trois semaines de fonctionnement, ce qui lui vaut le nom de Court Parlement.
- La Seconde guerre des évêques éclate en août. En réponse à la tentative de Charles de lever une armée contre eux, une armée de Covenanters traverse la rivière Tweed, balaie les forces anglaises à la bataille de Newburn (en), et marche sur Newcastle.
- Le traité de Ripon (en) laisse Newcastle aux mains des Écossais, qui reçoivent en outre un important tribut de la part de Charles. Celui-ci ne peut que rappeler le Parlement afin de lever les sommes nécessaires. Le Parlement se réunit en novembre, et il reste réuni, sous une forme ou un autre jusqu'en 1660, ce qui lui vaut le nom de Long Parlement.

### 1641
- 23 octobre : la rébellion irlandaise éclate en Ulster. La violence est marquée par le massacre de Protestants par des Catholiques. Les rebelles gagnent une bataille contre les forces de la Couronne à Julianstown Bridge, près de Drogheda en décembre.
- 1re décembre : Le Parlement publie la Grande Remontrance. Perçue par certains comme un défi direct à l'autorité du roi, Charles refuse d'examiner les doléances qu'elle contient.

## Première guerre civile anglaise: 1642-1646

### 1642
- Une armée écossaise protestante est envoyée en Ulster pour protéger les Plantations protestantes.

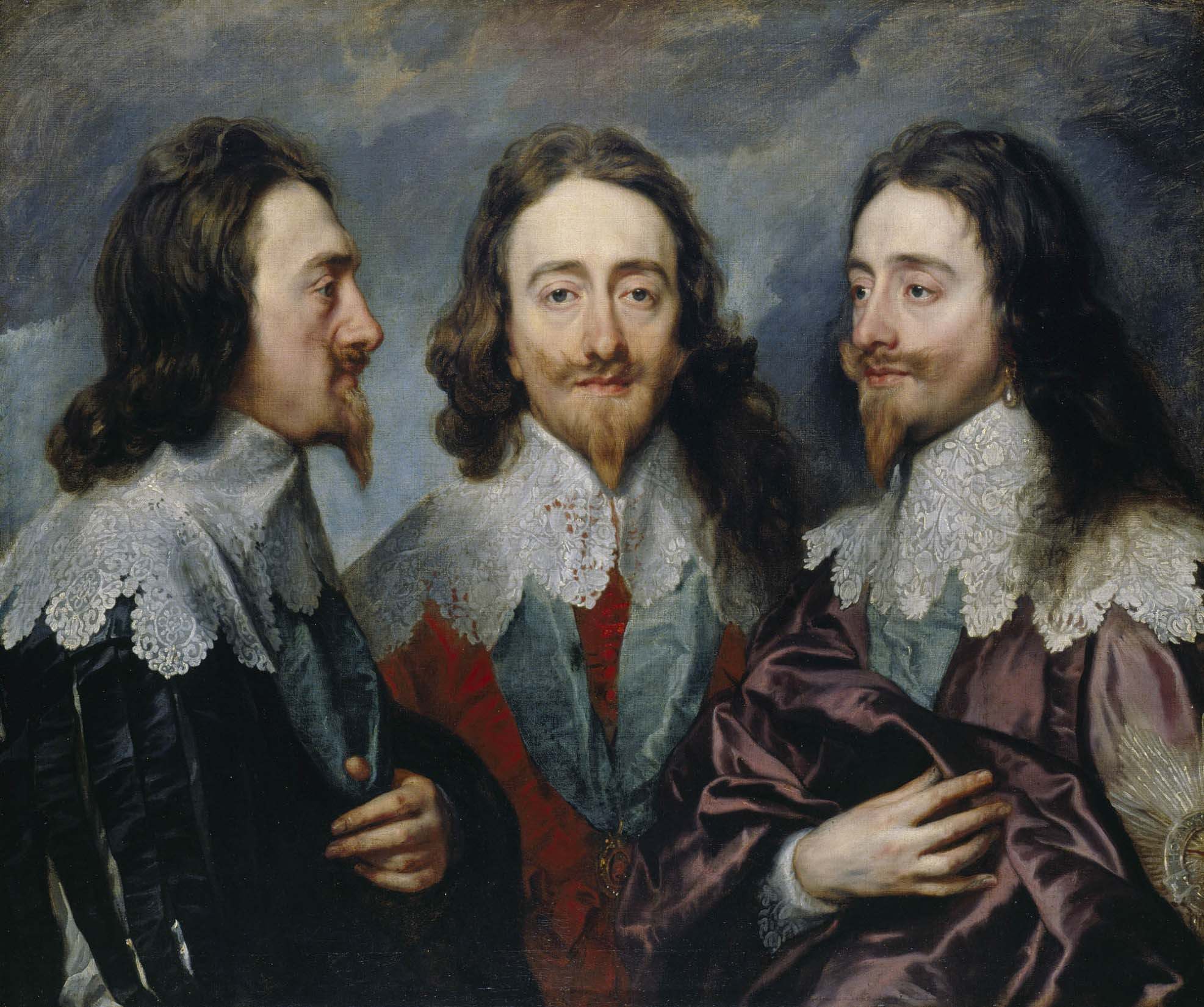
"Triple portrait de Charles Ier" par Antoine Van Dyck

- Charles entre au parlement pour arrêter cinq « traîtres ». La nouvelle de cet « assaut » contre le Parlement provoque un tollé à Londres. Charles quitte la cité craignant pour sa vie. En son absence, le Parlement vote le Militia Bill, qui lui permet de prendre le contrôle de l'arsenal de Londres et place les milices et les Trained Bands sous son autorité. Charles riposte en nommant au nom du roi les responsables des milices régionales. À partir de ce moment, les deux camps s'activent à lever des troupes et à rassembler des munitions.

- Alliance des Irlandais gaéliques et des « Vieux Anglais » pour former la Confédération irlandaise, basée à Kilkenny. Elle se réunit pour la première fois en mars 1642.
- 23 octobre : bataille de Edgehill, première bataille de la guerre civile anglaise, sans résultat concluant.

### 1643
- Cessez-le-feu entre les Royalistes anglais et les Confédérés.
- 25 septembre, alliance entre le Parlement anglais et les Covenanters écossais. Des troupes écossaises sont envoyées en Angleterre pour se battre aux côtés du Parlement.

### 1644
- 2 juillet, bataille de Marston Moor. Défaite majeure des Royalistes face aux Parliamentarians et aux Écossais.
- La guerre civile écossaise débute avec Montrose avec l'aide des troupes irlandaises confédérées commandées par Alasdair MacColla et de troupes dirigées par Manus O'Cahan.

### 1645
- La New Model Army est formée par le Parlement anglais.
- 14 juin, bataille de Naseby. L'armée royaliste est écrasée. Véritable fin de la Première guerre civile anglaise.
- Montrose gagne le contrôle de l'Écosse à la bataille de Kilsyth. Il sera ensuite battu à Philiphaugh (en) par des troupes de Covenanters revenant d'Angleterre.

### 1646
- En mai, Charles se rend aux Covenanters écossais, qui le livrent au Parlement anglais.
- Bataille de Benburb (en). L'armée confédérée irlandaise commandée par Owen Roe O'Neill défait l'armée des Covenanters d'Ulster.

### 1647
- Batailles de Dungan's Hill et de Knocknanuss. L'armée des parlementaires écrase les armées confédérées du Leinster et du Munster.

## Deuxième guerre civile anglaise: 1648-1649

### 1648
- Paix d'Ormonde. Alliance formelle entre les Irlandais confédérés et les Royalistes anglais.
- Bataille de Preston. Les Covenanters envahissent l'Angleterre pour restaurer Charles Ier. Ils sont défaits par les parlementaires.

### 1649
- 30 janvier, exécution de Charles Ier par le Parlement anglais.
- 2 août, bataille de Rathmines. Les forces royalistes-confédérées sont mises en déroute par les parlementaires autour de Dublin.
- 15 août, la New Model Army débarque en Irlande. La reconquête par Cromwell commence.
- 11 septembre, Cromwell prend Drogheda et le 11 octobre Wexford.

## Guerre anglo-écossaise

### 1650
- Montrose essaie de provoquer un soulèvement royaliste en Écosse. Il est battu, arrêté et exécuté par les Covenanters.
- Charles II prête serment et désavoue l'alliance avec les confédérés. Il est ensuite couronné à Scone le jour de l'an de 1651.
- 1650 : La guerre anglo-écossaise débute entre les Écossais et le Parlement anglais. Cromwell envahit l'Écosse et écrase l'armée écossaise à la bataille de Dunbar.

### 1651
- Henry Ireton assiège Limerick
- En juin, prise des îles Sorlingues par l'amiral Robert Blake
- 3 septembre, défaite de Charles II et des Écossais à la bataille de Worcester, qui met fin à la guerre anglo-écossaise. Charles II part en exil en France.

### 1652
- Capitulation de la dernière place forte irlandaise à Galway. La guérilla continue.

### 1653
- Capitulation des dernières troupes irlandaises organisées à Cavan.

### 1655
- Fin du soulèvement royaliste en Écosse.

## Sources
- (en) Trevor Royle, Civil War. The Wars of the Three Kingdoms 1638-1660, Abacus 2004